# Ludvig VI av Pfalz
Ludvig VI av Pfalz (av grenen Pfalz-Simmern), född den 4 juli 1539, död den 22 oktober 1583, var en regerande tysk kurfurste av Pfalz.
Ludvig VI var son till Fredrik III av Pfalz och Marie av Brandenburg-Kulmbach, och han var gift med Elisabeth av Hessen.

## Barn
I första äktenskapet med Elisabeth av Hessen fick de nio barn, men endast två av dessa överlevde barndomen och bildade familjer:
1. Maria av Pfalz (1561–1589), hertiginna av Södermanland (gift med Karl IX av Sverige innan denne blev kung)
2. Fredrik IV av Pfalz (1574–1610), efterträdde fadern som kurfurste, gift med Louise Juliana av Oranien

Efter första makans död 1582 gifte sig Ludvig VI för andra gången 1583 med Anna av Ostfriesland, men han avled senare samma år och det äktenskapet förblev barnlöst.